# Parafia św. Stanisława w Żarkach
Parafia św. Stanisława Biskupa i Męczennika w Żarkach – parafia rzymskokatolicka znajdująca się w Żarkach w dekanacie Libiąż archidieceji krakowskiej.